# Mike Whitehead
Michael Joe Whitehead (Washington DC, 29 de Junho de 1981) é um estadunidense lutador de mixed martial arts. Competiu nas divisões de Pesos Meio Pesados e Pesos Pesados do UFC, IFL, Affliction e Strikeforce.
Mike Whitehead começou a treinar wrestling em North Idaho, na Southern Oregon University, e em Missouri. Foi por três vezes classificado no All American Wrestler e na Abu Dhabi. Em 2005, participou do The Ultimate Fighter 2 na Spike TV.
Whitehead foi preso pela Polícia de Las Vegas em 14 de Abril de 2010 após uma mulher denunciá-lo por abuso sexual em sua casa.  Ele enfrenta várias acusações, incluindo duas acusações de agressão sexual e uma acusação de comportamento lascivo. Durante as investigações, policiais encontraram 50 mudas de maconha em sua residência, todos os quais foram confiscados e depois  destruídos. Após o desenrolar das investigações, Whitehead pode pegar até 20 anos de prisão.

## Cartel
| Res.    | Cartel | Oponente            | Método                         | Evento                                         | Data                   | Round | Tempo | Local                         | Notas                                       |
| ------- | ------ | ------------------- | ------------------------------ | ---------------------------------------------- | ---------------------- | ----- | ----- | ----------------------------- | ------------------------------------------- |
| Vitória | 27-7   | Jojo Thompson       | Finalização (neck crank)       | RITC - Rage in the Cage 156                    | 22 de outubro de 2011  | 1     | 1:58  | Chandler, Arizona, EUA        |                                             |
| Vitória | 26-7   | Eddie Sanchez       | Decisão (dividida)             | PFC - Pure Fighting Championships 6            | 10 de dezembro de 2010 | 3     | 5:00  | Red Deer, Alberta, Canada     |                                             |
| Vitória | 25-7   | Chase Gormley       | TKO (socos)                    | IFC:Extreme Challenge                          | 10 de julho de 2010    | 4     | 2:22  | Mount Pleasant, Michigan, EUA | Venceu o campeonato de Pesos Pesados da IFC |
| Derrota | 24-7   | Muhammed Lawal      | KO (socos)                     | Strikeforce: Evolution                         | 19 de dezembro de 2009 | 1     | 3:08  | San José, Califórnia, EUA     |                                             |
| Vitória | 24-6   | Kevin Randleman     | Decisão (unânime)              | Strikeforce: Lawler vs. Shields                | 6 de junho de 2009     | 3     | 5:00  | St. Louis, Missouri, EUA      | Luta de Pesos Meio Pesados                  |
| Vitória | 23-6   | Leo Pla             | Finalização (guillotine choke) | M-1 Challenge - 8th Edition                    | 29 de outubro de 2008  | 1     | 1:20  | Kansas City, Missouri, EUA    |                                             |
| Derrota | 22-6   | Renato Sobral       | Decisão (unânime)              | Affliction: Banned                             | 19 de julho de 2008    | 3     | 5:00  | Anaheim, Califórnia, EUA      |                                             |
| Vitória | 22-5   | Zak Jensen          | Finalização (armbar)           | Beatdown - 4 Bears Casino                      | 10 de maio de 2008     | 1     | 2:06  | Dakota do Norte, EUA          |                                             |
| Vitória | 21-5   | Soakai Pulu         | Finalização (keylock)          | Throwdown Showdown 1 - Showdown                | 18 de abril de 2008    | 1     | 0:59  | Orem, Utah, EUA               |                                             |
| Vitória | 20-5   | Daniel Sarafian     | Decisão (unânime)              | PFP: Ring Of Fire                              | 9 de dezembro de 2007  | 3     | 5:00  | Manila, Filipinas             |                                             |
| Vitória | 19-5   | Vernon White        | TKO (socos)                    | IFL: Las Vegas                                 | 16 de junho de 2007    | 2     | 0:54  | Las Vegas, Nevada, EUA        |                                             |
| Vitória | 18-5   | Wojtek Kaszowski    | TKO (socos)                    | IFL: Connecticut                               | 13 de abril de 2007    | 1     | 2:43  | Uncasville, Connecticut, EUA  |                                             |
| Vitória | 17-5   | Krzysztof Soszynski | Decisão (unânime)              | IFL: World Championship Final                  | 29 de dezembro de 2006 | 3     | 4:00  | Uncasville, Connecticut, EUA  |                                             |
| Vitória | 16-5   | Mark Kerr           | TKO (socos)                    | IFL: World Championship Semifinals             | 2 de novembro de 2006  | 1     | 2:40  | Portland, Oregon, EUA         |                                             |
| Vitória | 15-5   | Michael Buchkovich  | Finalização (socos)            | CFC2: Combat Fighting Championship             | 23 de setembro de 2006 | 1     | 4:04  | Orlando, Flórida, EUA         |                                             |
| Vitória | 14-5   | Ruben Villareal     | Finalização (keylock)          | Valor Fighting: Showdown At Cache Creek II     | 15 de setembro de 2006 | 1     | 1:02  | Brooks, Califórnia, EUA       |                                             |
| Vitória | 13-5   | Rich Beecroft       | Finalização (keylock)          | RITC 85 - Xtreme Cage Fighting                 | 5 de agosto de 2006    | 1     | 1:17  | Phoenix, Arizona, EUA         |                                             |
| Vitória | 12-5   | Rocky Batastini     | Finalização (kimura)           | RITC 83 - Rampage                              | 10 de junho de 2006    | 1     | 0:14  | Arizona, EUA                  |                                             |
| Vitória | 11-5   | Mike Bourke         | Forfeit                        | UAGF - Kaos on the Kampus                      | 20 de maio de 2006     | 3     | ?     | Los Angeles, Califórnia, EUA  |                                             |
| Vitória | 10-5   | Robert Beraun       | Finalização (kimura)           | RITC 80 - Fight Night at The Fort              | 18 de março de 2006    | 1     | 2:57  | Fountain Hills, Arizona, EUA  |                                             |
| Derrota | 9-5    | Keith Jardine       | Decisão (unânime)              | UFC 57                                         | 4 de fevereiro de 2006 | 3     | 5:00  | Las Vegas, Nevada, EUA        |                                             |
| Vitória | 9-4    | Travis Fulton       | Finalização (bulldog choke)    | EC 61 - Extreme Challenge 61                   | 22 de abril de 2005    | 1     | 1:30  | Osceola, Iowa, EUA            |                                             |
| Vitória | 8-4    | Aaron Brink         | Decisão (unânime)              | UAGF - Clover Combat                           | 25 de março de 2005    | 3     | 5:00  | Califórnia, EUA               |                                             |
| Vitória | 7-4    | Matt Bear           | Finalização (golpes)           | VFC 9 - Madness                                | 5 de março de 2005     | 2     | 0:54  | Council Bluffs, Iowa, EUA     |                                             |
| Derrota | 6-4    | Brandon Vera        | TKO (doctor stoppage)          | WEC 13 - Heavyweight Explosion                 | 22 de janeiro de 2005  | 2     | 1:12  | Lemoore, Califórnia, EUA      |                                             |
| Vitória | 6-3    | Terrell Dees        | Finalização (neck crank)       | WEC 13 - Heavyweight Explosion                 | 22 de janeiro de 2005  | 1     | 3:43  | Lemoore, Califórnia, EUA      |                                             |
| Vitória | 5-3    | Demian Decorah      | TKO (socos)                    | EC 59 - Extreme Challenge 59                   | 24 de setembro de 2004 | 1     | 3:25  | Medina, Minnesota, EUA        |                                             |
| Vitória | 4-3    | Brian Stromberg     | Finalização                    | SF 5 - Stadium                                 | 28 de agosto de 2004   | 2     | ?     | Gresham, Oregon, EUA          |                                             |
| Vitória | 3-3    | Karl Knothe         | Finalização (neck crank)       | EC 58 - Extreme Challenge 58                   | 11 de junho de 2004    | 1     | 1:17  | Medina, Minnesota, EUA        |                                             |
| Derrota | 2-3    | Alex Paz            | Decisão (dividida)             | HOOKnSHOOT - Absolute Fighting Championships 2 | 28 de março de 2003    | 2     | 5:00  | Fort Lauderdale, Flórida, EUA |                                             |
| Derrota | 2-2    | Tim Sylvia          | TKO (knee and socos)           | SB 24 - Return of the Heavyweights 2           | 27 de abril de 2002    | 1     | 2:38  | Honolulu, Hawaii, EUA         |                                             |
| Vitória | 2-1    | Ben Rothwell        | Decisão (unânime)              | SB 24 - Return of the Heavyweights 2           | 27 de abril de 2002    | 2     | 5:00  | Honolulu, Hawaii, EUA         |                                             |
| Derrota | 1-1    | Tim Sylvia          | TKO (socos)                    | SB 24 - Return of the Heavyweights 1           | 26 de abril de 2002    | 1     | 3:46  | Honolulu, Hawaii, EUA         |                                             |
| Vitória | 1-0    | Kim Bower           | TKO (socos)                    | GVT - Gladiators Vale Tudo                     | 10 de março de 2001    | 1     | ?     | Worley, Idaho, EUA            |                                             |